# Audishu V Khayyat
Audishu V Khayyat (1827 - 1899; đầy đủ:Audishu V (Georges Ebed-Iesu) Khayyath) là một Thượng phụ người Iraq của Giáo hội Công giáo nghi lễ Chaldeans, thuộc Giáo hội Công giáo Rôma. Ông nguyên là Thượng phụ Tòa Thượng phụ Baylon của nghi lễ Chaldeans. Trước đó, ông cũng là Tổng giám mục Danh dự - chính tòa Giáo phận Diarbekir và Giám mục chính tòa Giáo phận Amadiyah, đều thuộc nghi lễ Chaldeans.

## Tiểu sử
Thượng phụ Audishu V Khayyat sinh ngày 15 tháng 10 năm 1827 tại Mossul, thuộc Iraq. Sau quá trình tu học dài hạn tại các chủng viện theo quy định của Giáo luật, năm 1955, Phó tế Khayyat, 28 tuổi, tiến đến việc được truyền chức linh mục.
Năm năm sau khi đảm trách nhiệm vụ của một linh mục, Tòa Thánh quyết định bổ nhiệm linh mục Khayyat, 32 tuổi, làm Giám mục, cụ thể là chức Giám mục chính tòa Giáo phận Amadiyah, nghi lễ Chaldeans. Lễ tấn phong cho vị tân chức được cử hành cách trọng thể sau đó vào ngày 23 tháng 9 năm 1860, với phần nghi lễ truyền chức chính yếu được đảm trách bởi chủ phong là Thượng phụ Joseph VI Audu, Thượng phụ Tòa Thượng phụ Babylon, nghi lễ Chaldeans. Buổi lễ tấn phong được cử hành tại Thánh đường chính tòa Mossul, Giáo phận Mossul. Ba năm sau đó, vị giám mục trẻ tuổi bất ngờ xin từ nhiệm vị trí này.
Bẵng đi một thời gian, đã 16 năm sau khi Giám mục Khayyat từ nhiệm, ngày 28 tháng 3 năm 1979, Giám mục Khayyat được tái bổ nhiệm làm Giám mục chính tòa Giáo phận Diarbekir (Amida), nghi lễ Chaldeans, đi kèm với thăng hàm Tổng giám mục. Mười sáu  năm trên cương vị là một lãnh tụ tinh thần ở Diarbekir của Giám mục Khayyat bằng việc Hội đồng Giáo hội Chaldeans quyết định và nhất trí chọn Giám mục Khayyat làm Thượng phụ Tòa Thượng phụ Babylon, nghi lễ Chaldeans. Quyết định được công bố vào ngày 28 tháng 10 năm 1894. Phía Tòa Thánh nhận được thông tin và chấp thuận cũng như chuẩn y việc bầu chọn này vào ngày 18 tháng 3 năm 1895 sau đó. Tân thượng phụ lấy danh hiệu:Audishu V Khayyat
Thượng phụ Audishu V Khayyat bất ngờ qua đời ngày 6 tháng 11 năm 1899, sau 5 năm với danh hiệu Thượng phụ, thọ 72 tuổi, với lần lượt 45 và 39 năm trên cương vị là một linh mục và một giám mục.